# Amita Ramanujan
Amita Ramanujan egy kitalált szereplő a Gyilkos számok című sorozatban. A történetben Amita a CalSci (California Institute of Science) professzora, akit romantikus szálak fűznek korábbi egyetemi tanácsadójához, dr. Charlie Eppes-hez. Legelőször a "Az első gyilkosság" c. részben szerepelt.

## Fejlődés
Amita egy indiai származású professzor a CalSci-nél. Az első évadban Charlie-val írja meg azt a disszertációját, amellyel doktori címet szerez ezen az egyetemen. A Charlie-hoz fűződő kapcsolata miatt gyakran segít Charlie-nak az FBI megoldatlan ügyeinél, mivel Larry Fleinhardt és Charlie szerint is ő a legjobb programozó, továbbá mestere a kombinatorikának. Óriási meglepetés volt a számára, amikor 2006-ban megnyerte a Milton-díjat. A pályázatra Charlie nevezte be Amitát, aki kombinatorikai disszertációjával nyerte el a díjat. A pénzjutalomból nagymamájával támogatott 2 indiai lányt, akik Don ügyének alanyai voltak. Az ötödik évadban a mesterséges intelligenciának az alkalmazásáról beszél, amiért majdnem megölik.
Az első évad záró epizódjában befejezi a diplomás munkáját Charlie-val, és úgy dönt, hogy Dr. Kepler mellett asztrofizikai tanulmányokat végez. Amikor dr. Kepler beteg lett, Amita tanította tanára kurzusát, a galaxisok szerkezetéről és dinamikájáról. Emellett egy ragyogó fizikabemutatót is tartott.
Ő és Charlie mutattak némi romantikus érdeklődést egymás iránt már a 2. évadban is, de csak a 3. évadban vált komollyá a kapcsolatuk.